# Jarnages
 Jarnages  es una localidad y comuna de Francia, en la región de Lemosín, departamento de Creuse, en el distrito de Guéret. Es la cabecera del cantón de su nombre, aunque Gouzon y Parsac la superan en población.
Su población en el censo de 1999 era de 408 habitantes.
Está integrada en la Communauté de communes du Carrefour des Quatre Provinces.

## Demografía
| 505 | 512 | 473 | 470 | 449 | 408 |
| Para los censos de 1962 a 1999 la población legal corresponde a la población sin duplicidades (Fuente: INSEE [Consultar]) |     |     |     |     |     |